# Mauricio Rosencof
Mauricio Rosencof (Florida, 30 giugno 1933) è uno scrittore, giornalista ed ex militare uruguaiano.
È stato dirigente del Movimento di Liberazione Nazionale uruguayano, meglio conosciuto come movimento Tupamaros.

## Biografia
Fondatore dell'Unione delle Gioventù Comuniste e dirigente del Movimento Nazionale di Liberazione Tupamaro, fu arrestato nel 1972 e ripetutamente torturato. In seguito al colpo di Stato del 1973 fu dichiarato "ostaggio" (rehén) dalle autorità golpiste assieme ad altri otto detenuti, tra cui il futuro presidente dell'Uruguay José Mujica e Eleuterio Fernández Huidobro. Tale condizione prevedeva la morte immediata del carcerato se qualche atto esterno avesse minacciato la sicurezza delle Forze Armate. Dopo dodici anni di prigione e di vessazioni e trattamenti degradanti fu liberato nel 1985. Residente a Montevideo, è drammaturgo, romanziere, poeta e giornalista; nel 2005 fu designato assessore alla cultura per il Municipio di Montevideo.

## Opere
- 1960: El gran Tuleque
- 1961: La valija
- 1961: Las ranas
- 1967: Los caballos
- 1985: El saco de Antonio
- 1985: El combate del establo
- 1986: El lujo que espera
- 1987: El regreso del Gran Tuleque
- 1988: El hijo que espera
- 1989: Memorie del Calabozo (Pubblicato in Italia nel 2009 con il titolo Memorie dal calabozo, 13 anni sottoterra ed. Iacobelli)
- 1992: El Vendedor de Reliquias
- 1994: La margarita
- 2003: Las cartas que no llegaron (pubblicato nel 2008 in Italia col titolo  Le lettere mai arrivate)
- 2004: Leyendas del abuelo de la tarde (pubblicato nel 2011 in Italia con il titolo  Le leggende del nonno di tutte le cose , Nova Delphi Libri, Roma)
- 2005: El barrio era una fiesta
- 2007:  Una gondola anclo en la esquina (pubblicato in Italia nel 2016 con il titolo Una gondola attraccata all'angolo, Stile Spiccio - Youcanprint, Tricase)
- 2009: Medio mundo
- 2011: Il quartiere era una festa (traduzione de El barrio era una fiesta, a cura di David Iori) ed. NORIPIOS
- 2020: La seconda morte del Negro Varela (traduzione de La segunda muerte del Negro Varela, a cura di Diego Símini), Musicaos Editore, Neviano, 2020, ISBN 9788894966916
- 2023: Teatro. I cavalli. Lotta nella stalla. Il mercante di reliquie (traduzione de Los caballos, El combate del establo, El Vendedor de Reliquias, a cura di Diego Símini), Musicaos Editore, Neviano, 2023, ISBN 9791280202864

L'opera poetica La Margarita scritta durante la prigionia è stata poi musicata da Jaime Roos.